# Stenotheciopsis
Stenotheciopsis là một chi rêu trong họ Hypnaceae.